# Демчук Володимир Вікторович
Володимир Вікторович Демчук (нар. 17 травня 1979 року у місті Ізяслав, Хмельницька область) — т.в.о. голови Державної служби України з надзвичайних ситуацій (ДСНС) (з 25 серпня 2023 року по 27 лютого 2024 року).

## Освіта
2001 р. — закінчив Військово-інженерний інститут при Подільській державній аграрно-технічній академії, спеціалізація – застосування та управління підрозділами сил ЦО.
2007 р. — закінчив Одеський державний екологічний університет, спеціалізація – управління екологічною безпекою.

## Службова діяльність
2001 рік – командир взводу життєзабезпечення 10-го окремого аварійно-рятувального загону оперативного реагування.
2001-2005 роки – працював на посадах начальника відділення, заступника начальника відділу, начальника відділу 1-го Загону забезпечення МНС України.
2005-2006 роки – заступник начальника відділу-начальник сектора оперативного реагування відділу забезпечення діяльності Департаменту цивільного захисту населення і територій МНС України.
2007-2009 роки – проходив службу на посаді головного фахівця відділу організації реагування на надзвичайні ситуації Департаменту сил цивільного захисту МНС України.
2009-2013 роки – проходив службу на посадах заступника начальника відділу, начальника відділу оперативно-чергової служби Департаменту управління рятувальними силами МНС України.
2013-2016 роки – проходив службу на посадах заступника начальника управління, заступника директора Департаменту реагування на надзвичайні ситуації ДСНС України.
2016-2023 роки – директор Департаменту реагування на надзвичайні ситуації Державної служби України з надзвичайних ситуацій (ДСНС).
З травня 2023 року по 25 серпня 2023 перебував на посаді заступника Голови Державної служби України з надзвичайних ситуацій.
З 25 серпня 2023 року по 27 лютого 2024 - тимчасово виконуючий обов'язки Голови Державної служби України з надзвичайних ситуацій.
27 лютого 2024 заступник Голови Державної служби України з надзвичайних ситуацій.

## Спеціальні звання
- Генерал-майор служби цивільного захисту (з 12 вересня 2018)[2].